# Лефка
Вижте пояснителната страница за други значения на Лефка.
Вижте пояснителната страница за други значения на Бичово.
Лефка (на гръцки: Λεύκα; в букв. пр. на бълг. значи „топола“) със старо име до 24 май 1954 г. Бичово (на гръцки: Μπίτσοβο) е равнинно село в дем Агринио, Гърция, разположено на 30 м надморска височина на север от езерото Лизимахия в равнината на Агринио.
До селото на 5 км северозападно от центъра му се намира закритото военно летище на Агринио.